# Gölkiriş, Şalpazarı
Gölkiriş là một xã thuộc huyện Şalpazarı, tỉnh Trabzon, Thổ Nhĩ Kỳ. Dân số thời điểm năm 2011 là 160 người.